# مرکز هنر و رسانه زد.ک.ام کارلسروهه
مرکز هنر و رسانه زد.ک. ام کارلسروهه (انگلیسی: ZKM Center for Art and Media Karlsruhe)‌ (به آلمانی: Zentrum für Kunst und Medien)‌، مؤسسه‌ای فرهنگی است که در سال ۱۹۸۹ تأسیس شد و از سال ۱۹۹۷ در یک کارخانه متروکه مهمات‌سازی‌ فعالیت می‌کند. این موسسه که در کارلسروهه واقع شده، نمایشگاه‌هایی را بر اساس رویدادهای موضوعی سامان‌دهی، پژوهش‌های هنری انجام و آثاری را درباره تأثیرات رسانه‌ها‌، دیجیتالی‌سازی و جهانی‌سازی تولید می‌کند، و برنامه‌های آموزشی و ارتباطات عمومی و فردی را ارائه می‌دهد.